# Kvickly xtra
Kvickly xtra var en dansk varehuskæde bestående af 14 butikker, der alle lå i større byer. 
Størstedelen af butikkerne var tidligere OBS!-varehuse, der pga. dårlige økonomiske resultater skiftede koncept i oktober 2002 til noget nær Kvickly-kædens, bortset fra at butikkernes størrelse gav dem mulighed for at have et større vareudvalg, særligt indenfor non-food. Desuden havde varehusene alle egen bager og typisk også en Baresso-café.
Kvickly og Kvickly xtra udsendte en fælles tilbudsavis, men fra foråret 2007 til kædens lukning udsendte Kvickly xtra også sin egen.
I juni 2009 offentliggjorde Coop, at man senere på året ville nedlægge kæden og omdanne butikkerne til almindelige Kvickly-butikker.

## Varehuse
- Esbjerg
- Helsingør
- Herning
- Hillerød
- Holbæk
- Holstebro
- Horsens
- Høje-Taastrup
- Nørresundby
- Odense
- Randers
- Roskilde
- Slagelse
- Viby ved Aarhus